# Eddie Koiki Mabo
Eddie Koiki Mabo, född cirka 29 juni 1936, död 21 januari 1992, var en torressundsöbo som blev historiskt berömd i Australien för sin roll i kampen för de infödda australiensarnas ägorätt till marken och för sin roll i ett historiskt omvälvande domstolsbeslut i Australiens högsta domstol som förkastade hela idén om terra nullius (latin: mark som tillhör ingen) som tidigare hade präglat australisk lag berörande mark och ägorätt. 